# Todd Rundgren
Todd Harry Rundgren (Upper Darby, Pensilvania, 22 de junio de 1948) es un cantante, compositor, multiinstrumentista y productor musical estadounidense. Es conocido especialmente por dos de sus álbumes, aclamados por la crítica: Something/Anything? de 1972 y A Wizard, a True Star, de 1973. Rundgren lideró el grupo de rock progresivo Utopia. Como productor destacan sus trabajos con Meat Loaf, New York Dolls y XTC.
En la cultura popular es recordado por temas propios como It Wouldn’t Have Made Any Difference, Hello It’s Me y especialmente por el tema I Saw the Light. También se le considera precursor del power-pop.
Es un inventor prolífico y ha aportado grandes avances a la industria de la grabación, como PatroNet, el primer servicio en la historia de suscripción a artistas en la internet.

## Biografía
Todd Rundgren nació el 22 de junio de 1948, en Upper Darby, en Pensilvania, Estados Unidos.

### Inicios musicales
Durante toda su infancia y adolescencia, Todd Rundgren fue un apasionado de la música, inclinándose por la que en aquellos momentos se hacía en Gran Bretaña, hasta el punto de llegar a idealizar el lugar. Le apasionan especialmente los Beatles, Pink Floyd, los Kinks o The Who, así como el movimiento mod.

### Como músico
En 1965, con diecisiete años, forma su primera banda, Money. Unos meses después, Money desaparece y es sustituida por un nuevo proyecto, Woodys Truck Stop con tan poco éxito como la anterior banda.
Rundgren estudia electrónica, historia del arte, piano y filosofías orientales, pero sobre todo practica con la guitarra, con la que cada vez adquiere mayor maestría.

#### Nazz
En 1968, forma su tercer grupo, Nazz, junto con Robert Antoni (voz y teclados), Thomm Mooney (batería) y Carson Van Osten (bajo). Con Nazz graba tres álbumes de éxito relativo, tal vez por su excesiva sofisticación.

#### Runt y su carrera solista
Rundgren se embarca en su carrera en solitario, con la que logra darse a conocer. Su primer disco fue Runt, en el que predominan las baladas y los medios tiempos. Después graba Runt: The Ballad of Todd Rundgren y más tarde un álbum doble llamado Something/Anything?.
Pero su consagración como guitarrista, ingeniero y productor llega con A Wizard, A True Star, publicado en 1973.
Tras su éxito publica un nuevo doble álbum titulado Todd, mientras empieza a trabajar como productor e ingeniero de muchos otros grupos y cantantes de diferentes estilos, siendo muy apreciado.

#### Utopia
Un nuevo grupo se forma en 1974, Utopia junto con el bajista John Siegler, el batería Kevin Ellman y los teclistas Moogy Klingman, Ralph Schuckett y M. Frog Labat. Se trata de un proyecto que le acerca a la música electrónica, muy experimental.
Sin embargo, no deja su carrera solista para sacar un nuevo álbum en 1975, Initiation, si bien colaboran en él sus compañeros de Utopia. En 1976 aparece Faithful, de nuevo un trabajo en solitario esta vez con versiones de Bob Dylan, Yardbirds, Beach Boys, John Lennon o Paul McCartney.
Vuelve a grabar con Utopia, Adventures in Utopia, volviendo al estilo más electrónico, para luego, de nuevo en solitario, publicar Healing y, de nuevo con Utopia, Deface the Music.
En 1977, se unió a Meat Loaf, como guitarrista y productor de Bat Out of Hell, uno de los diez álbumes más vendidos de los años 1970.
En 1985, grabó un álbum usando sólo su voz: A Capella, ejercicio de laboratorio y sintetizador.
Más adelante grabó Nearly Human, álbum de estudio con numerosas colaboraciones, incluyendo a algunos de sus compañeros de Utopia.

### Como productor
Ha trabajado con artistas como The Band, Meat Loaf, Sparks, Badfinger, New York Dolls y XTC, Steve Hillage L 1976

## Discografía
| Discografía en Solitario - Runt (1970) - Runt. The Ballad of Todd Rundgren (1971) - Something/Anything? (1972) - A Wizard, a True Star (1973) - Todd (1974) - Initiation (1975) - Faithful (1976) - Hermit of Mink Hollow (1978) - Healing (1981) - The Ever Popular Tortured Artist Effect (1982) - A Cappella (1985) - Nearly Human (1989) - 2nd Wind (1991) - No World Order (1993) (TR-I) - The Individualist (1995) (TR-I) - With a Twist... (1997) (álbum de remakes) - One Long Year (2000) - Liars (2004) - Arena (2008) - Todd Rundgren's Johnson (2011) - (re)Production (2011) (álbum de versiones) - State (2013) - Global (2015) - Runddans (2015) (with Lindstrom y Emil Nikolaisen) - White Knight (2017) | Nazz - Nazz (1968) - Nazz Nazz (1969) - Nazz III (1971) Utopia - Todd Rundgren's Utopia (1974) - Ra (1977) - Oops! Wrong Planet (1977) - Adventures in Utopia (1979) - Deface the Music (1980) - Swing to the Right (1982) - Utopia (1982) - Oblivion (1984) - POV (1985) Otros albums - Up Against It! (1997) (1980s demos para el musical homónimo) - Disco Jets (2001) (álbum de Utopia grabado en 1976) - It's Alive! (2006) (The New Cars) | Producciones - Stage Fright (1970) – The Band - Straight Up (1971) – Badfinger - Halfnelson (1971) – Halfnelson - New York Dolls (1973) – New York Dolls - We're an American Band (1973) – Grand Funk Railroad - Shinin' On (1974) – Grand Funk Railroad - War Babies (1974) – Hall & Oates - Bat Out of Hell (1977) – Meat Loaf - Remote Control (1979) – The Tubes - Forever Now (1982) – The Psychedelic Furs - Next Position Please (1983) – Cheap Trick - Love Bomb (1985) - The Tubes - Skylarking (1986) – XTC - The New America (2000) – Bad Religion - Separation Anxieties (2000) – 12 Rods - Cause I Sez So (2009) – New York Dolls - L (1976) - Steve Hillage |

## Versiones
Charly García, recreó un tema de Todd Rundgren, "Influencia", reescribiendo su letra y adaptando su música para el disco Influencia, de 2002, en el tema del mismo nombre. Además de usar su hit "Can we Still be Friends" para el disco de la reunión de Sui Generis.
Colaboró con la banda que acompaña a Ringo Starr en sus conciertos por todo el mundo (All-Starr Band).